# Моложаев, Василий Николаевич
Василий Николаевич Моложаев (30 января 1901, Саратов — 3 марта 1971, Ленинград) — советский военачальник, генерал-майор (18 мая 1943).

## Начальная биография
Василий Николаевич Моложаев родился 30 января 1901 года в Саратове.
В 1919 году вступил в ряды РКП(б).

## Военная служба

### Гражданская война
23 апреля 1919 года призван в ряды РККА и направлен красноармейцем в 190-й стрелковый полк (22-я стрелковая дивизия), после чего принимал участие в боевых действиях против белоказаков в районе Уральска, а с сентября — на Южном фронте против войск под командованием А. И. Деникина на территории Кубани.
В сентябре 1920 года В. Н. Моложаев направлен на учёбу на 6-е Саратовские артиллерийские курсы, в составе которых в период с мая по сентябрь 1921 года принимал участие в подавлении Тамбовского восстания под руководством А. С. Антонова. Осенью 1921 года после окончания этих курсов оставлен на них преподавателем политграмоты, а в январе 1922 года назначен на должность начальника учебной части. В период с апреля по октябрь принимал участие в боевых действиях против басмачей на Туркестанском фронте в районе крепости Кушка.

### Межвоенное время
В феврале 1923 года назначен на должность политрука в 20-й Саратовской пехотной школе, затем — на должность помощника военкома в составе 11-го тяжёлого артиллерийского дивизиона (16-й стрелковый корпус, Западный военный округ), дислоцированного в Могилёве. В октябре того же года переведён в лёгкий артиллерийский дивизион (33-я стрелковая дивизия), где служил на должностях военкома артиллерийской школы, помощника командира батареи и начальника связи батареи.
В октябре 1924 года назначен на должность помощника командира батареи 11-го тяжёлого артиллерийского дивизиона (16-я стрелковая дивизия), дислоцированного в городе Карачев. Вскоре был переведён во 2-й Белорусский артиллерийский полк в составе 2-й Белорусской стрелковой дивизии (Белорусский военный округ), где служил на должностях командира взвода, помощника командира и командира батареи, помощника начальника штаба полка.
В октябре 1930 года назначен на должность командира артиллерийского дивизиона в составе 192-го Саратовского стрелкового полка (64-я стрелковая дивизия), дислоцированного в Орше, а в феврале 1934 года — на должность командира дивизиона в составе 62-го стрелкового полка (21-я Пермская стрелковая дивизия, ОКДВА).
В январе 1936 года В. Н. Моложаев направлен на учёбу на артиллерийские курсы усовершенствования командного состава Приморской группы войск в во Владивостоке, после окончания которых в апреле того же года направлен в Тихоокеанский флот и назначен на должность помощника коменданта по артиллерии Сучанского укреплённого района, в июне 1936 года — на эту же должность в Совгаванском укреплённом районе, 11 мая 1938 года — на должность коменданта Совгаванского укреплённого района, а в апреле 1939 года — на должность начальника артиллерийско-химического управления Тихоокеанского флота. После разделения управления назначен на должность артиллерийского отдела.

### Великая Отечественная война
С началом войны находился на прежней должности.
В сентябре 1941 года назначен на должность командира 72-й морской стрелковой бригады, формировавшейся в Сибирском военном округе. После завершения формирования в декабре бригада под командованием В. Н. Моложаева была направлена на Карельский фронт, где заняла оборонительный рубеж на реке Западная Лица на мурманском направлении.
30 марта 1943 года назначен на должность командира 122-й стрелковой дивизии, которая вела оборонительные боевые действия на восточном берегу озера Нижний Верман, реки Нижний Верман и северному берегу озера Толванд.
В июле генерал-майор В. Н. Моложаев направлен на учёбу на ускоренный курс Высшей военной академии имени К. Е. Ворошилова, после окончания которого декабре 1943 года направлен на 1-й Украинский фронт в распоряжение Г. К. Жукова, после чего порученцем при штабе 18-й армии принимал участие в боевых действиях за Житомир, а затем порученцем при штабе 38-й армии — в боевых действиях за Винницу.
10 марта 1944 года назначен на должность заместителя командира 17-го гвардейского стрелкового корпуса. После ранения командира 147-й стрелковой дивизии генерал-майора М. П. Якимова генерал-майор В. Н. Моложаев 12 апреля назначен временно исполняющим командира этой дивизии, которая вела боевые действия западнее и южнее Проскурова, южнее Тарнополя и в районе Бугача. После выздоровления и возвращения прежнего командира Моложаев вернулся на прежнюю должность заместителя командира 17-го гвардейского стрелкового корпуса, который вскоре принимал участие в боевых действиях в ходе Львовско-Сандомирской наступательной операции.
9 августа 1944 года назначен на должность командира 271-й стрелковой дивизии, ведшей наступление на Рожнятов и затем в ходе Восточно-Карпатской, Карпатско-Дуклинской и Карпатско-Ужгородской наступательных операций.
13 ноября 1944 года генерал-майор В. Н. Моложаев назначен командиром 141-й стрелковой дивизии, которая вскоре принимала участие в боевых действиях по направлению на Будапешт в ходе Будапештской наступательной операции, а с 28 декабря — оборонительных в боях на реке Грон у города Кална. С марта 1945 года дивизия участвовала в ходе Братиславско-Брновской и Пражской наступательных операций.

### Послевоенная карьера
После окончания войны находился на прежней должности.
В декабре 1945 года направлен в Военную академию имени М. В. Фрунзе, где назначен на должность старшего преподавателя кафедры организации и мобилизации войск. В 1948 году окончил заочный факультет этой же академии. В октябре 1949 года назначен заместителем начальника кафедры организации и мобилизации войск Военной академии М. В. Фрунзе, а в январе 1955 года — на должность заместителя начальника штаба по организационным вопросам Северной группы войск.
22 декабря 1955 года вышел в запас. 
Умер 3 марта 1971 года в Ленинграде. Похоронен на Большеохтинском кладбище.

## Награды
- Орден Ленина (21.12.1945);
- Три ордена Красного Знамени (08.03.1944, 03.11.1944, 20.06.1949);
- Орден Богдана Хмельницкого 2 степени (28.04.1945);
- Медали.